# Stazione di Napoli Porta Nolana
Stazione di Napoli Porta Nolana vasútállomás Olaszországban, Nápoly településen.

## Vasútvonalak
Az állomást az alábbi vasútvonalak érintik:
- Nápoly–Nola–Baiano-vasútvonal
- Nápoly–Ottaviano–Sarno-vasútvonal
- Napoli-Pompei-Poggiomarino-vasútvonal

## Kapcsolódó állomások
A vasútállomáshoz az alábbi állomások vannak a legközelebb:
- Stazione di Napoli Garibaldi (Stazione di Sorrento, line 13)
- Stazione di Napoli Garibaldi (Stazione di Sarno (Circumvesuviana), Nápoly–Ottaviano–Sarno-vasútvonal)